# Simon Kjær
Simon Thorup Kjær (Horsens, 26 de março de 1989) é um ex-futebolista dinamarquês que atuava como zagueiro. Seu último clube foi o Milan.

## Carreira

### Midtjylland
Simon começou sua carreira profissional pelo Midtjylland, um dos mais tradicionais clubes de seu país natal, em 30 de setembro de 2007. No jogo, válido pela Superliga de 2007–08, a equipe do zagueiro venceu a partida por 2 a 0.
A partir desse jogo, Kjær passou a ter algumas poucas oportunidades no time principal, mas firmou-se entre os titulares em dezembro de 2007 e performou na equipe até o fim da época e conseguiu contribuir com uma assistência em jogo diante o Randers na 29ª rodada.
Depois de apenas 19 partidas, Simon saiu da Dinamarca para assinar com uma nova equipe por 4 milhões de euros.

### Palermo

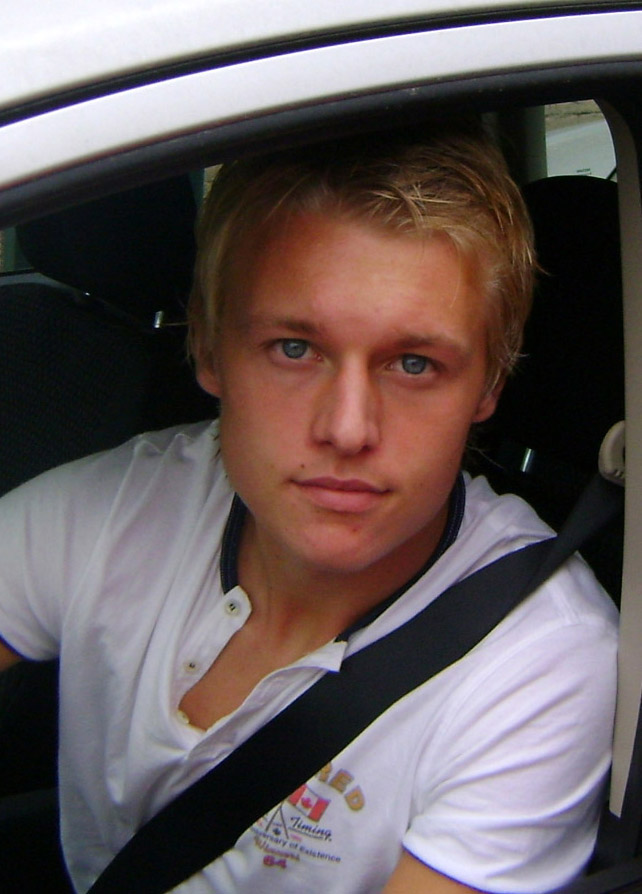
Simon pelo Palermo em 2009.

Após seu destaque no país natal, Simon assinou com o Palermo Football Club para atuar na Serie A de 2008–09.
Nessa competição, Simon estreou na oitava rodada diante a Fiorentina, mas viu a Viola vencer o jogo por 3 a 1.
Dois jogos depois, porém, o dinamarquês chamou a atenção ao participar de dois gols diante o ChievoVerona. Fabrizio Miccoli abriu o placar, com assistência do zagueiro e, no gol seguinte, a situação se inverteu com o tento de cabeça que anteviu o gol da equipe. Ao fim da partida, Miccoli ainda deu outro passe decisivo para Edinson Cavani fechar o placar em 3 a 0.
Ao longo da época, Simon viria a fazer mais dois gols: um contra o Lecce e outro contra o Bologna, mas a temporada da equipe italiana terminou de uma maneira pouco glamurosa. O time ficou apenas na oitava colocação e não pôde disputar nenhuma competição europeia na edição seguinte.
Na Serie A de 2009–10, o zagueiro pôde novamente estufar as redes do Bologna e do Cagliari, mas teve de enfrentar três suspensões devido a cartões amarelos e vermelhos.
Na 30ª rodada da Liga Italiana, o zagueiro enfrentou o Genoa e levou o primeiro cartão amarelo aos nove minutos de jogo. Na reta final do segundo tempo, quando o placar já mostrava o resultado que viria a ser o final (2 a 2), Simon recebeu um segundo amarelo e foi expulso. Essa foi a última vez que ele ficou de fora de uma partida do clube, pois só veio levar um cartão amarelo pelas próximas seis rodadas que ele entrou em campo.
Apesar de ter ficado fora de campo em algumas oportunidades, a equipe teve uma ligeira melhora em seu resultado final na tabela. O Palermo obteve a quinta colocação na Liga, uma acima da Juventus. Desse modo, a equipe teve a chance de disputar os Play-offs da Liga Europa da UEFA da temporada posterior.
Kjær teve também a oportunidade de disputar a Coppa Italia pela primeira vez na carreira nessa temporada. No entanto, a equipe foi eliminada diante a Lazio nas quartas de final.

### Wolfsburg
Após suas consistentes temporadas na equipe italiana, Simon deixou a Itália para rumar à Alemanha e assinar com o VfL Wolfsburg. Além dele, o time da Bundesliga também havia contratado Arne Friedrich para defesa central.
A primeira temporada do dinamarquês foi muito inconsistente coletivamente. A equipe estava muito irregular na Bundesliga de 2010–11 e perdeu seus três primeiros jogos iniciais e levou oito gols nesse período. No restante da competição, Kjær foi um importante defensor que atuava por 90 minutos durante todo o início da época. 
Em janeiro de 2011, após oito jogos sem vitórias, com sete empates consecutivos, Simon finalmente pôde dar três pontos em um mesmo jogo para sua equipe. Na ocasião, enfrentando o Mainz, o defensor viu Diego Ribas cobrar uma falta e a pelota foi em direção à sua cabeça. O defensor cabeceou o objeto e comemorou o tento que deu a vitória para o time dele por 1 a 0.
Ele não chegou a balançar as redes mais nenhuma vez, mas continuou sendo um zagueiro recorrente nos 11 titulares. A equipe brigou ativamente contra o rebaixamento até maio de 2011, quando finalmente puderam somar pontos o suficiente para se salvarem da queda. O time garantiu a 15ª colocação na tabela final.

### Roma (empréstimo)
Após passar uma época brigando contra o rebaixamento, Simon chegou a fazer algumas poucas partidas com o time alemão na época seguinte, mas logo foi emprestado à Roma. Ele não havia feito um dos treinos com a equipe em agosto de 2011 e tratou de realizar seu retorno ao país que outrora viveu.
Em solo romano, Simon sofreu com diversos problemas. Entre ser suplente por opção do treinador, à lesões e suspensões, Kjær só veio ter uma verdadeira sequência na equipe durante a segunda metade da Serie A de 2011–12. No entanto, a equipe da capital não conseguiu uma posição satisfatória na Liga e terminou a época em sétimo colocado. De tal modo, Simon não foi comprado pelo time.

### Wolfsburg (retorno)
Ao retornar para Alemanha, Simon alternou entre momentos como suplente e titular. No entanto, conseguiu mostrar ser um defensor sólido e a apanhou a posição para si durante boa parte da Bundesliga de 2012–13. Nesse momento, marcou dois tentos: contra o SV Hamburg e Bayer Leverkusen. Coincidentemente, ambos os jogos terminaram em 1 a 1.
Na reta final da competição, Simon lesionou-se e deixou de entrar em campo nos últimos quatro jogos da época. O time fizera uma campanha regular e terminou a competição em 11º colocado.
Em paralelo a essa campanha mais regular, a equipe se destacava na Copa da Alemanha. Simon jogou três dos cinco jogos da equipe e viu a classificação à semifinal. Nesse jogo, o zagueiro não entrou em campo e contemplou o FC Bayern München eliminá-los pelo placar de 6 a 1.
Ao fim dessa temporada, Simon deixou o Wolfsburg para seguir sua carreira na Ligue 1.

### LOSC Lille

#### 2013–14

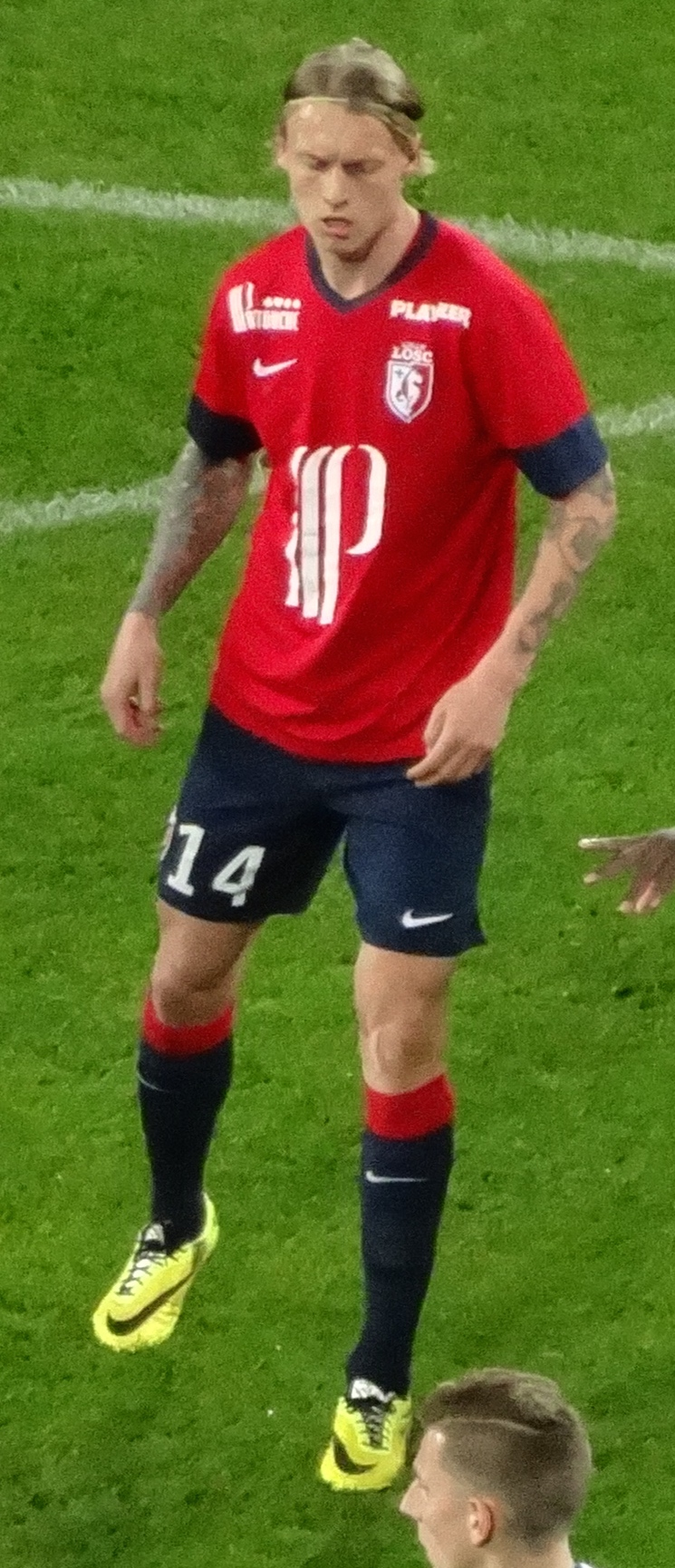
Kjær no Lille em 2014.

Em 7 de julho de 2013, Simon assinou com o LOSC Lille por quatro temporadas. A contratação girou em torno dos 2 milhões de euros.
A primeira época do defensor foi consistente. Ele estreou na Ligue 1 diante o FC Lorient e contemplou a vitória de sua equipe por 1 a 0. Ao fim da temporada, Simon comemorou a terceira colocação da sua equipe na Liga. O Lille vinha de algumas perdas importantes em seu elenco que havia sido campeão três temporadas antes.
Jogadores como Eden Hazard e Dimitri Payet não estavam mais defendendo as cores da equipe francesa, mas foi no momento que Kjær entrou no time que eles puderam, novamente, estar entre os primeiros colocados.
Nesse mesmo período, o zagueiro marcou seu primeiro gol com a camisa do Lille. Em 21 de janeiro de 2014, em jogo válido pela Copa da França de Futebol, o jogador marcou um tento diante o Iris Club de Croix. A equipe avançou de fase, mas foi eliminada dois jogos depois para o Rennes nas quartas de final.

#### 2014–15
Avançando uma temporada, Simon conseguiu marcar seu primeiro gol na Liga Francesa. Na ocasião, enfrentando o Lorient na terceira rodada, Kjær marcou um gol de falta e deu números finais ao jogo que terminou 2 a 0.
No restante da competição, porém, o time não conseguiu repetir o feito da última edição. A equipe perdeu alguns jogos a mais e terminou sua época na oitava colocação e não tinha condições de disputar uma competição europeia a época posterior.
Em paralelo a essa época menos estrelada, a equipe avançava de maneira consistente na Copa da Liga Francesa de 2014–15. O time estreou vencendo o Girondins de Bordeaux sem o zagueiro em campo. Na partida posterior, com ele de titular, o Lille venceu o Nantes com outro gol de falta de Kjær. No entanto, na semifinal, perdeu para o PSG por 1 a 0.
Nessa mesma época, o zagueiro pôde disputar uma competição Continental pela primeira vez. O jogador estreou na 3ª Eliminatória da Liga dos Campeões da UEFA de 2014–15 vencendo o Grasshopper Club Zürich. Ao passarem de fase, enfrentaram o Porto e perderam os dois jogos.
Desse modo, disputaram a Fase de Grupos da Liga Europa da UEFA de 2014–15. Estreando, contra o FC Krasnodar, Simon garantiu o empate diante os russos por 1 a 1 com mais um gol de falta. O clube, porém, não venceu nenhuma partida na competição e não se classificou para próxima fase.
Tamanho foi o destaque do defensor nessa época que ele chamou a atenção de outra equipe. Desse modo, deixou a França com quatro gols em 79 partidas.

### Fenerbahçe

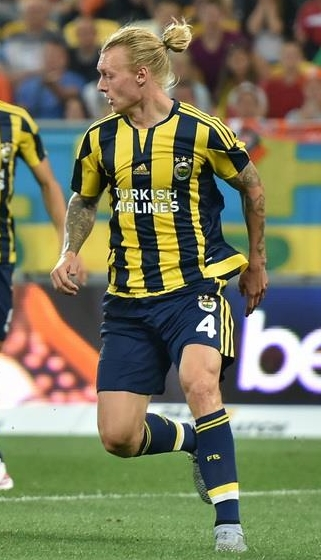
Simon em 2015.

Em 14 de junho de 2015, aos 26 anos, Simon deixou a França para assinar com o Fenerbahçe por duas temporadas. A contratação viera a pedido do treinador Vítor Pereira. Na equipe, o zagueiro reencontraria Diego Ribas, seu antigo companheiro de VfL Wolfsburg.
Kjær chegou em uma das equipes mais tradicionais da Turquia e que brigava por títulos com frequência. Ao estrear, o jogador empatou em 1 a 1 contra o Rizespor, mas venceu a partida seguinte e garantiu a liderança do Campeonato Turco.
Em dezembro de 2015, em partida diante o Sivasspor, o jogador fizera o tento da vitória contra a equipe após marcar de cabeça. Esse também foi seu primeiro gol com a camisa da equipe turca. No quinto mês de 2016, messa mesma temporada, o jogador marcou novamente um gol de cabeça após cruzamento de Robin van Persie.
O clube brigava ativamente pelo troféu e chegou a liderar a Liga por outras rodadas, mas tão logo era superado pelo Beşiktaş – que acabou por terminar com o título. Ao fim do Campeonato, o Fenerbahçe ficou em segundo colocado com 74 pontos; cinco a menos que o campeão.[carece de fontes?]

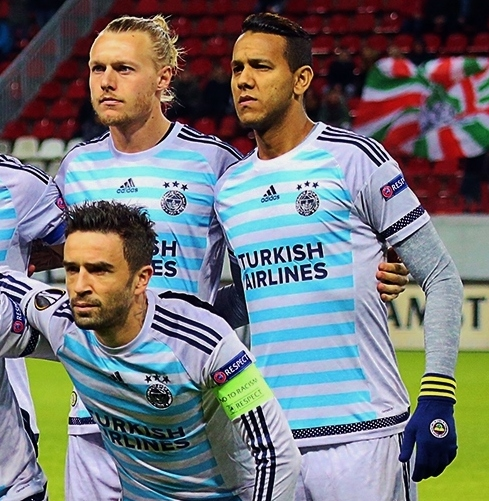
Simon, Souza e Gökhan Gönül pelo Fenerbahçe em 2016.

O jogador estreou na Süper Lig de 2016–17 fazendo mais um tento, só que de falta. Todavia, aos 39 minutos do primeiro tempo, foi expulso por fazer uma falta no último homem do Kayserispor que estava prestes a concluir sua jogada diante o goleiro. Com um a menos, o time dele até conseguiu chegar a marca de três tentos no jogo, mas os oponentes empataram a partida.
Apesar de ter conseguido outros bons resultados ao longo da época, a equipe não somou tantos quanto outrora e terminou o Campeonato com 64 pontos. Além disso, sequer ficou com a segunda colocação, já que estava atrás do İstanbul Başakşehir e do campeão da edição passada.
Ainda em solo turco, Kjær teve a chance de disputar duas vezes a Copa da Turquia. Em sua estreia, venceu o Giresunspor por 2 a 0, mas só passou a ser usado com frequência a partir das oitavas de final.
A partir de lá, deixou de jogar apenas a partida de volta das quartas de final e foi um zagueiro titular durante toda a campanha que levou a equipe a disputar a decisão. Na final, enfrentaram o Galatasaray e foram derrotados por eles pelo placar de 1 a 0.

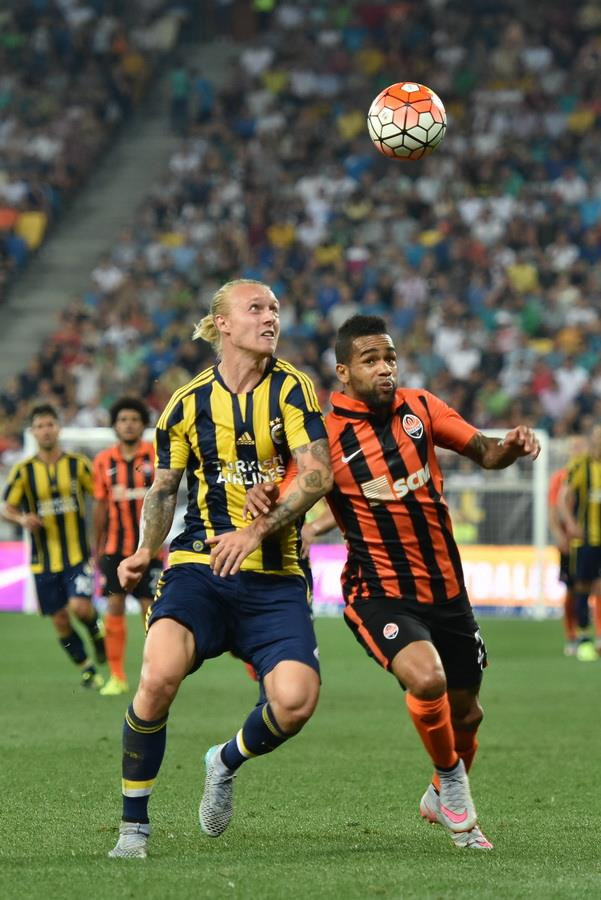
Kjær e Alex Teixeira disputando um jogo nas Eliminatórias da Liga dos Campeões em 2015.

Em sua segunda edição de Copa, ele novamente só foi utilizado a partir das oitavas de final. O trajeto foi similar ao da época anterior, mas o time não conseguiu superar o İstanbul Başakşehir na semifinal. Esse jogo terminou empatado no tempo normal e coube as equipes decidirem o finalista em uma Disputa por pênaltis. Simon chegou a cobrar e acertou o gol, mas Souza, o cobrador seguinte do Fenerbahçe, errou seu chute e a equipe adversária se classificou.
Suas duas temporadas em solo turco levaram o zagueiro a disputar competições europeias novamente. O atleta teve a chance de jogar, de novo, os play-offs da Liga dos Campeões de 2015–16, onde enfrentou o Shakhtar. No entanto, o time ucraniano segurou o empate em 0 a 0 no jogo de ida e superou os turcos por 3 a 0 na partida seguinte e eliminou todas as chances de Simon de ir à uma Fase de Grupos da Champions.
Por conta disso, tiveram de ir às Eliminatórias da Liga Europa da UEFA, onde conseguiram a classificação diante o Atromitos FC.
O time conseguiu vaga na Fase de Grupos, mas Simon não esteve em campo por conta de uma lesão no tornozelo. O time perdeu para o Molde FK por 3 a 1. Ao retornar aos gramados na Competição, o zagueiro ajudou a equipe a se classificar para os 16 avos sem perder mais nenhuma partida.

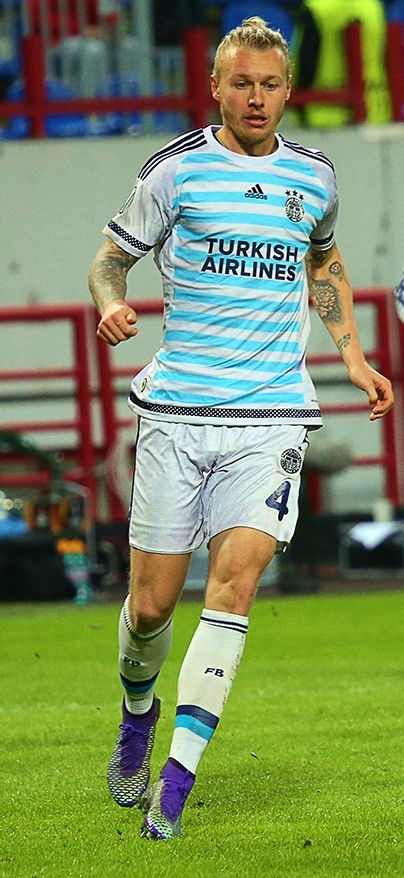
Simon em 2016.

Nos 16 avos, esteve em campo na eliminação do Lokomotiv Moscou. Mas também presenciou o SC Braga golear sua equipe por 4 a 1 no jogo de volta e garantir-se nas quartas de final. Esse jogo foi marcado por algumas expulsões do time turco, este que ficou sem três atletas ao longo do jogo por conta de cartões vermelhos, mas Simon não foi um deles.
Em 2016, Kjær teve a oportunidade de ser o Capitão do time turco nos jogos de Eliminatórias da Liga dos Campeões de 2016–17. No primeiro jogo, deu uma assistência para Emmanuel Emenike marcar um de seus dois gols no jogo. No entanto, Radamel Falcao ajudou o AS Monaco e marcou um único tento naquele dia. No jogo posterior, Falcao e Valère Germain venceram a defesa turca e contribuíram para o placar de 3 a 1 na rodada de volta. Desse modo, o Fenerbahçe novamente não pôde disputar a Fase de Grupos.
Então, a equipe rumou às Eliminatórias da Liga Europa e derrotou o Grasshopper Club Zürich pelo placar agregado de 5 a 0 (mas Simon só disputou a segunda partida, vencida pelos turcos por 2 a 0).
Ao obterem vaga à Fase de Grupos, Simon estreou marcando um gol diante o FC Zorya Luhansk. O jogador esteve em campo em todos os jogos da competição e chegou, mais uma vez, a marcar contra o Zorya nos jogos de returno.
O time se classificou aos 16 avos pela segunda vez consecutiva, e lá enfrentaram o Krasnodar. Os russos venceram o primeiro jogo por 1 a 0 e seguraram um empate por 1 a 1 na partida seguinte. Desse modo, o time não conseguiu vaga ás oitavas de final e deixou a competição precocemente.
Após fazer cinco gols em 88 jogos nas suas duas temporadas com o clube, o jogador decidiu deixar o país para assinar com uma nova equipe.

### Sevilla

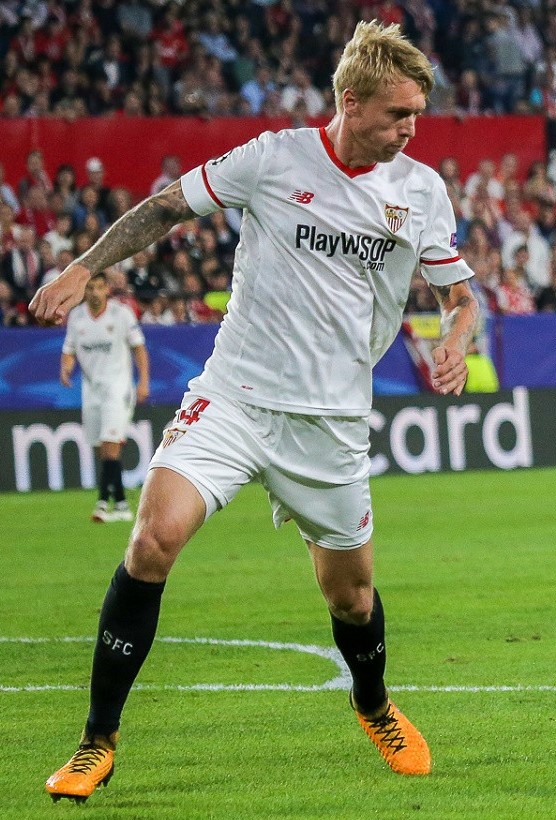
Kjær em 2017.

Em julho de 2017, o zagueiro assinou com o Sevilla Fútbol Club por quatro temporadas.
Sua passagem na Espanha foi envolta de momentos críticos. O jogador passou a sofrer com constantes lesões que o tiraram de várias partidas com o time espanhol. Desse modo, o jogador chegou até mesmo a ficar de fora da decisão da Copa del Rey de 2017–18, vencida pelo Barcelona.
Por conta essa decisão, Kjær pôde disputar a Supercopa da Espanha de 2018, mas a equipe de Lionel Messi conseguiu superá-los novamente e venceram o tradicional troféu.
O Barcelona foi uma equipe muito incomoda para Simon e o restante dos jogadores nesse período. Contudo, foi nesse mesmo período que o atleta ajudou a equipe a quebrar um jejum de jogos sem vitória que perdurava desde 2015.
Em 23 de janeiro de 2019, nos jogos de ida das oitavas da Copa do Rei, Kjær esteve em campo durante todo o jogo que culminou na vitória da equipe de Sevilha por 2 a 0. A sequência de jogos sem vitória havia acabado e os jogadores comemoraram a vantagem inicial. Porém, na partida seguinte, Philippe Coutinho, Ivan Rakitić, Sergi Roberto, Luis Suárez e Lionel Messi garantiram uma goleada de 6 a 1 diante o oponente e se classificaram ás quartas.
Em 2017, porém, o jogador fizera seu primeiro gol com o clube. Na ocasião, o Sevilla perdeu por 5 a 1 diante o Spartak Moscou na Liga dos Campeões. Esse gol do jogador foi marcado com o pé esquerdo e conseguiu, por alguns minutos, deixar o placar do jogo empatado.

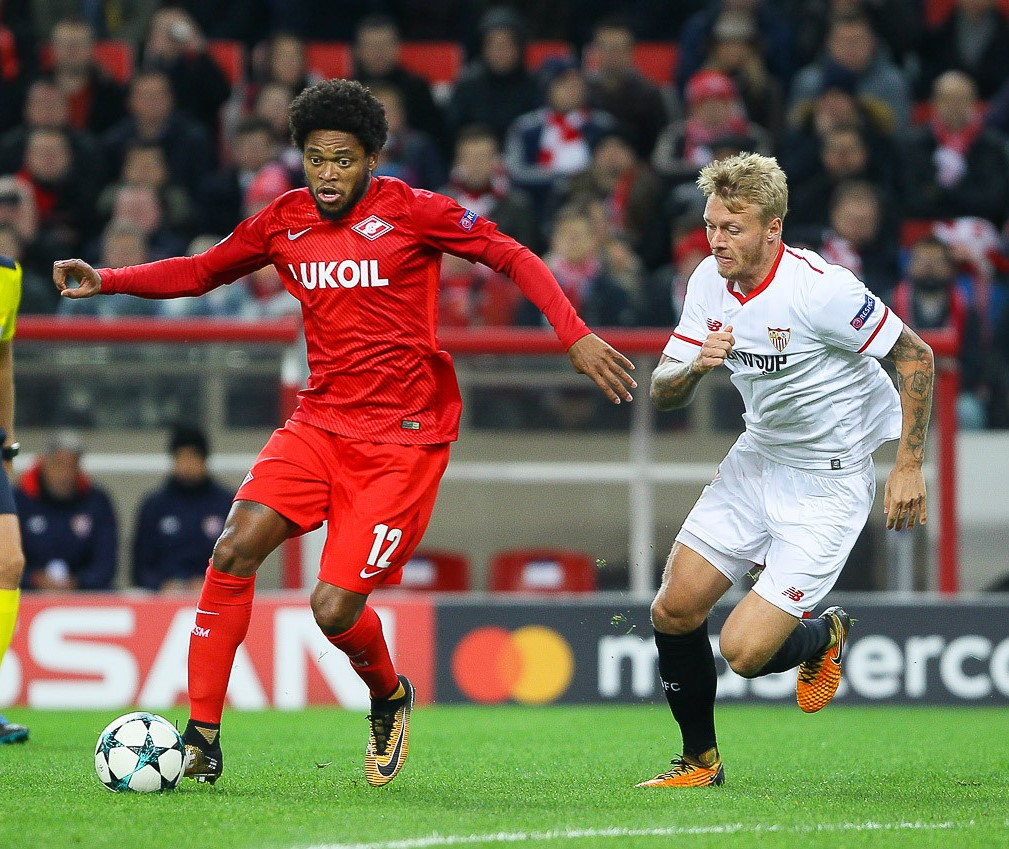
Luiz Adriano e Simon em 2017.

O Sevilla conseguiu avançar de Fase, mas foi eliminado para o Bayern de Munique nas quartas. Quando Simon esteve em campo, no jogo de ida, o Sevilla perdeu a partida por 2 a 1. Ao chegarem na Allianz Arena, com o dinamarquês ausente por uma lesão no joelho, os times apenas empataram em 0 a 0 e a classificação veio ao time da casa. O zagueiro já havia perdido o jogo de ida da fase anterior por conta de outra lesão.
Ente 2018 e 2019, o jogador chegou a participar novamente da Liga Europa. Porém, a equipe foi eliminada pelo Sparta Praga nas oitavas de final.
Em sua passagem pela La Liga, Simon marcou apenas dois gols em 46 jogos do Campeonato. Os dois gols aconteceram na mesma temporada, contra o mesmo adversário, mas em jogos diferentes. Na primeira vez, Simon empatou, momentaneamente, o jogo em 2 a 2 após acertar uma cabeçada no gol de Antonio Adán. O Betis, porém, continuou a fazer seus tentos e conquistou os três pontos após uma goleada de 5 a 3.
Em maio de 2018, na penúltima rodada, os times se enfrentaram novamente e o clássico terminou empatado em 2 a 2. Nesse jogo, Kjær acertou o gol com um chute de pé direito após uma assistência de Wissam Ben Yedder. Esse tento estava dando a vitória da equipe, mas Loren Morón tratou de empatar tudo aos 81 minutos. Essa foi a última vez que o zagueiro marcou um tento pelo Sevilla.
Sua baixa frequência de jogos, e demasiadas lesões, levaram o Sevilla e emprestar o jogador. O seu destino foi o futebol italiano, algo que já havia sido comum para o zagueiro temporadas antes.

### Atalanta (empréstimo)
Em setembro de 2019, o jogador assinou um empréstimo com a Atalanta Bergamasca Calcio. No entanto, após apenas seis jogos, onde também teve problemas de lesão, o jogador rescindiu seu empréstimo em janeiro de 2020 e retornou para Espanha.

### Milan

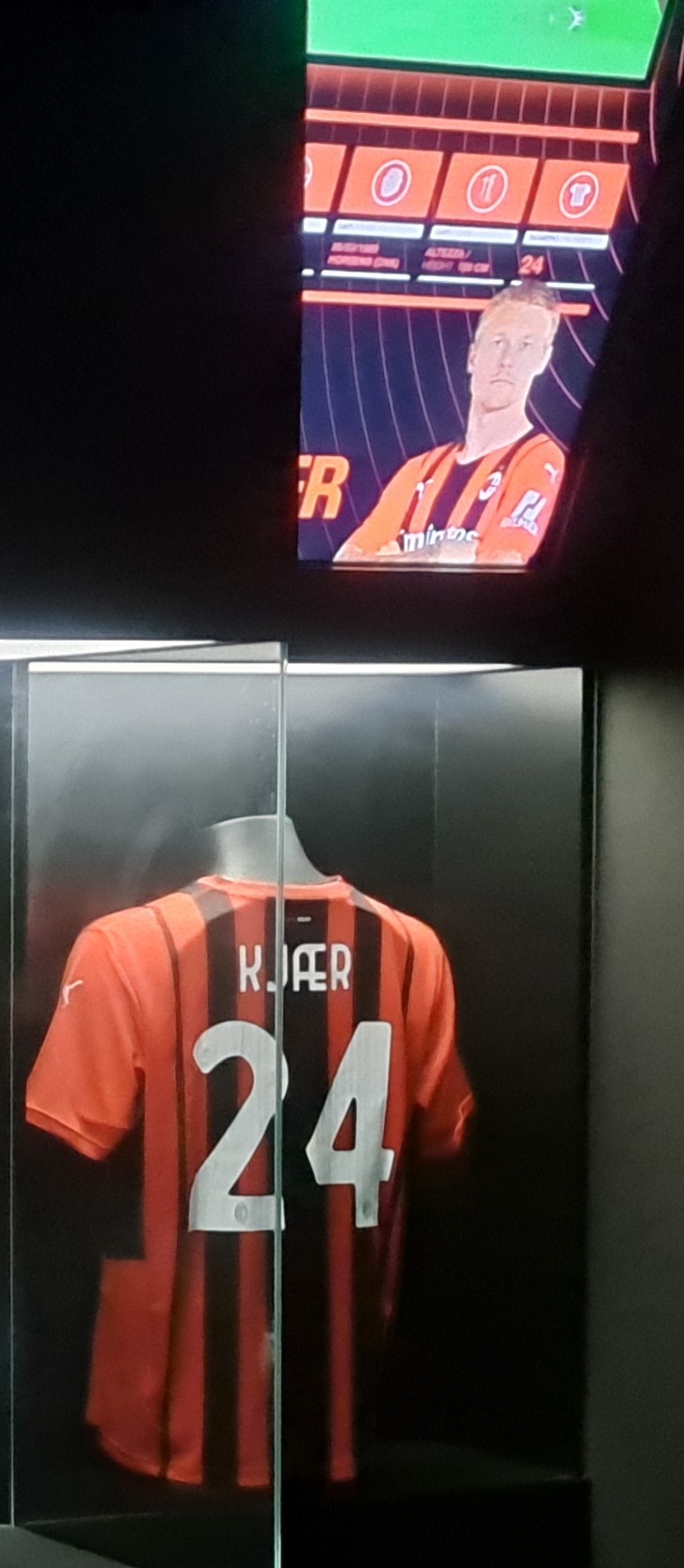
A camisa de Kjær sendo exposta no museu do Milan.

No dia 13 de janeiro de 2020, assinou contrato de empréstimo com o Milan até o fim da temporada 2019–20.
Nesse período inicial com a equipe de Milão, o jogador fizera 19 partidas e poucas vezes foi acometido por algum problema físico. Na sua primeira passagem, chegou à semifinal da Coppa Italia de 2019–20, sendo eliminado para Juventus de Cristiano Ronaldo, e garantiu a sexta colocação na Série A.
No dia 15 de julho de 2020, o Milan anunciou a compra em definitivo de Kjær junto ao Sevilla, até 2022.
Ao continuar no elenco, Kjær mostrou-se um grande defensor, ainda que fosse acometido por lesões ao longo de toda sua passagem no time. Em sua segunda época, voltou a realizar bons jogos na Série A, destacando-se demasiadamente na 28ª rodada contra a Fiorentina, onde deu assistências para Zlatan Ibrahimović e Brahim Díaz marcarem na vitória por 3 a 2. O desempenho individual do dinamarquês foi reconhecido pela France Football, e o zagueiro figurou na 18ª colocação na lista da Ballon d'Or 2021. Seu nome superou atletas como Bruno Fernandes, Harry Kane, Luka Modrić e Rúben Dias.
O time tivera bons momentos nesse período e terminou a época como vice-colocado.
No Campeonato Italiano de Futebol de 2021–22, a equipe novamente se destacava e brigava pelo título durante o início da competição. Simon, porém, sofreu uma grave lesão na partida contra o Genoa e deixou os gramados aos quatro minutos de jogo. Ele sofrera um problema tão forte no joelho que precisou ficar de fora de todos os jogos do restante da temporada.
O Milan, então, decidiu colocar alguns zagueiros para fazerem o lugar dele. Apesar de terem tido algumas variações, Pierre Kalulu e Fikayo Tomori formaram a dupla que viria a ser Campeã da Liga Italiana. Esse título marcou o fim de um jejum de 11 temporadas sem título do Campeonato e também se tornou o primeiro troféu da carreira do dinamarquês.

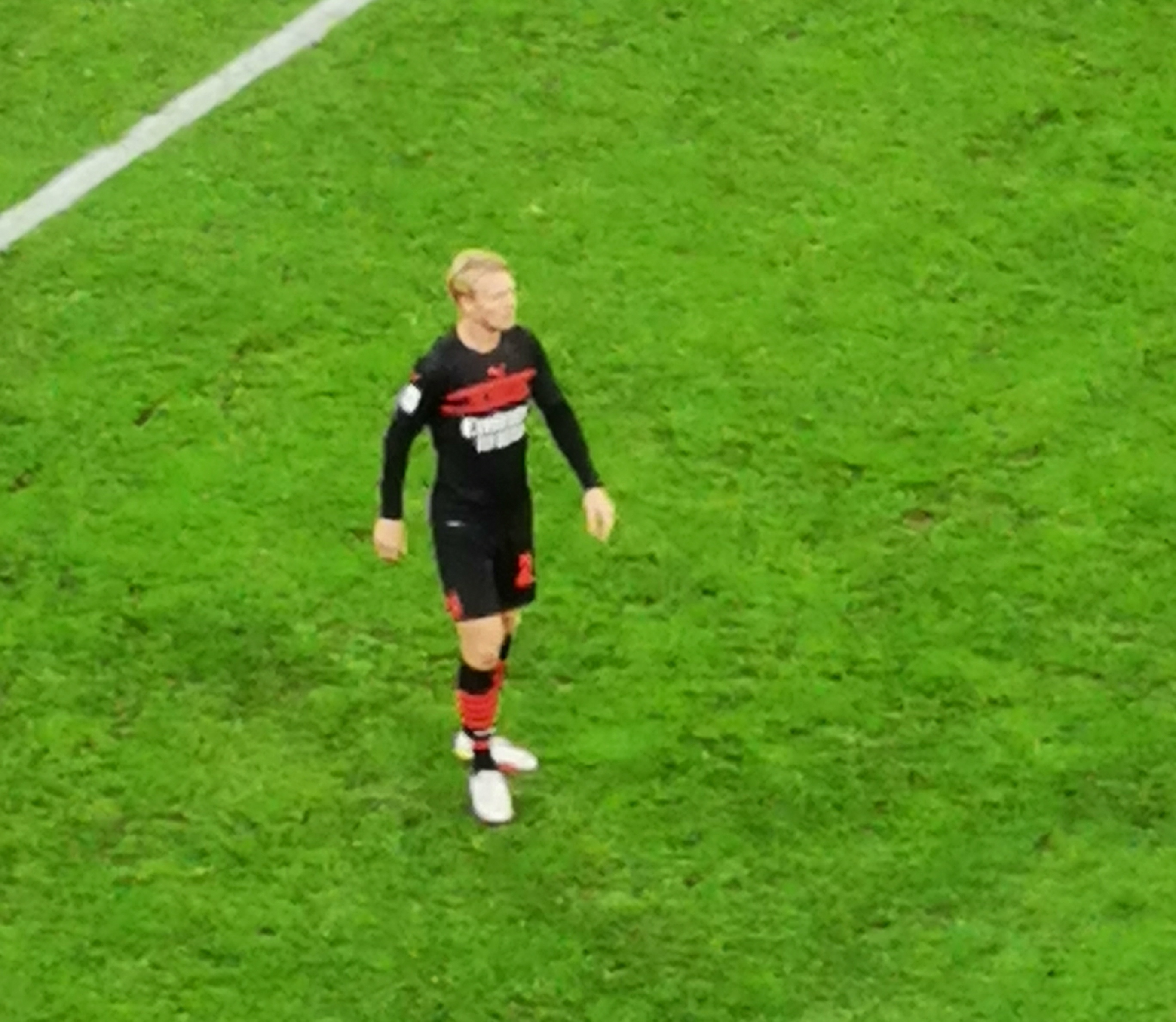
Simon em 2021, pelo Milan.

Ao retornar, o jogador continuou sua carreira na equipe italiana até 2024, mas já não participava tão ativamente no time titular quanto antes. Tomori havia se tornado um grande zagueiro e a equipe variava entre Matteo Gabbia, Malick Thiaw logo na temporada seguinte ao título italiano. No entanto, na época 2023–24, a experiência do dinamarquês foi preterida e ele conseguiu fazer sua segunda temporada com mais jogos na Liga desde que chegou em Milão.
Simon não pôde disputar muitas partidas pela Coppa Italia por conta de lesões e opção do treinador. Enquanto esteve fora, na mesma época que o Milan vencera a Série A, o time foi novamente eliminado na semifinal; dessa vez para a Inter de Milão. Kjær só disputou uma partida nessa competição novamente em 2024, mas logo foi eliminado para Atalanta nas quartas de final pelo placar de 2 a 1.
Em 2023, o jogador pôde enfrentar a Inter de Milão novamente na decisão da Supercopa da Itália de 2022. No clássico, a equipe azul venceu o time vermelho por 3 a 0 e comemoraram o troféu.
Kjær também pôde disputar competições Continentais com o Milan. No entanto, normalmente ficava de fora dos jogos finais do time. A única exceção aconteceu na Liga Europa da UEFA de 2020–21. O time conseguiu se classificar à Fase de Grupos vencendo o Rio Ave nos pênaltis, onde o dinamarquês acertou suas duas cobranças, e passou da Fase de Grupos com apenas uma derrota em seis jogos.

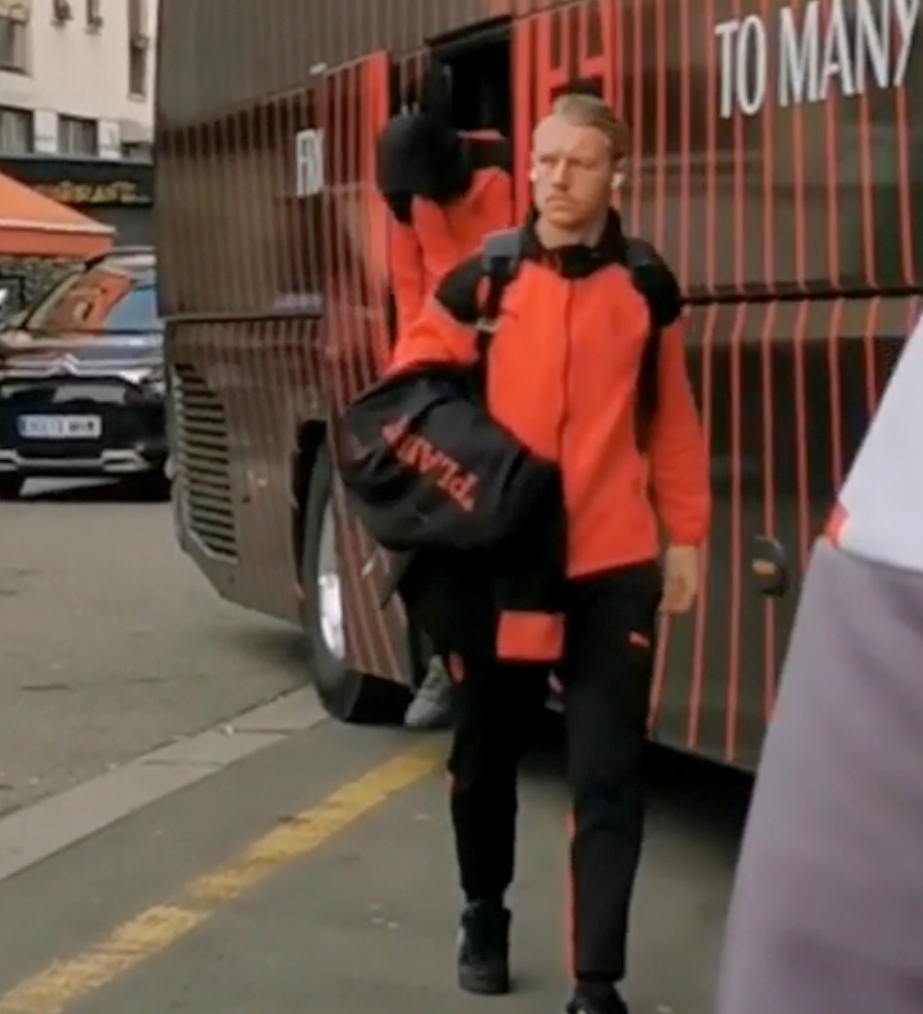
Kjær em 2024, chegando para disputar um jogo pelo Milan.

Após ficar de fora dos 16 avos, Simon retornou nas oitavas de final e destacou-se marcando um gol contra o Manchester United. O jogo estava sendo vencido pelos Red Devils no Old Trafford quando Rade Krunić cobrou um escanteio que culminou no tento de cabeça do zagueiro diante David de Gea nos acréscimos do segundo tempo. Porém, os ingleses chegaram no San Siro na partida seguinte e eliminaram os donos da casa pelo placar de 1 a 0.
Nessa mesma competição, em 2024, o jogador deixou de estar em campo no jogo contra a Roma nas quartas de final por causa de uma lesão.
Em 2021, quando o Milan jogava a Liga dos Campeões,  Kjær não esteve em campo (por lesão) na última rodada da Fase de Grupos que culminou na eliminação do time. Em 2022–23, o Milan fazia uma grande campanha na Champions League e Simon participou da maioria dos jogos. Após estar em campo na derrota no jogo de ida da semifinal, ele foi um suplente não utilizado no jogo de volta contra a Inter de Milão e viu o time de Lautaro Martínez comemorar a classificação.
Na Liga dos Campeões da UEFA de 2023–24, o dinamarquês fizera apenas um jogo. Assim, por conta de mais uma lesão, não esteve em campo no jogo que o Milan foi eliminado na Fase de Grupos.
Enquanto disputava seus jogos durante a época 2023–24, o jogador já tinha ciência de que essa seria sua última temporada na equipe italiana. Seu último jogo aconteceu na rodada final da Série A, onde participou por dois minutos em um empate por 3 a 3 diante o Salernitana.
Seu último jogo também coincidiu com a saída de Olivier Giroud do time milanês. Ambos os jogadores tinham contrato somente até o fim da época e juntos venceram o Campeonato Italiano em 2022.[carece de fontes?]
| “                          | Quando vim para a Itália, para o Palermo, com 19 anos, eu disse logo para o meu agente: eu quero jogar no Milan. Eu tive de esperar por um tempo, mas no fim terminei aqui. Esse é o meu clube. O meu lugar sempre será | ” |
| — Simon Kjær em despedida. | |   |

Simon deixou o Milan após 121 jogos feitos e um gol marcado. Em sua campanha, conseguiu quebrar o jejum de 11 anos sem títulos do Campeonato Italiano e conseguiu realizar seu sonho de atuar no time milanês.<

## Seleção Dinamarquesa
Pela Seleção Dinamarquesa de Futebol disputou a Eurocopa de 2012 e foi o capitão na Copa do Mundo FIFA de 2018 e na Euro de 2020, onde ficou marcado quando Christian Eriksen desmaiou no campo, Kjær foi o primeiro a ajudá-lo e convocar a equipe médica para entrar rapidamente em campo. Ele também se certificou de que as vias aéreas de Eriksen permanecessem desobstruídas quando ele estivesse inconsciente. Depois, ele orientou seus companheiros de equipe para cobrir Eriksen enquanto ele recebia tratamento médico, e depois consolou a esposa de Eriksen, Sabrina.

## Títulos
Milan
- Campeonato Italiano: 2021–22

#### Individuais
- Jogador dinamarquês do ano sub-19: 2007
- Talento dinamarquês do ano: 2009
- Jogador dinamarquês do ano: 2009
- 18º Colocado da Ballon d'Or 2021 (France Football)